# ダーケスト・デイ
『ダーケスト・デイ』（Darkest Day）は、アメリカのデスメタル・バンド、オビチュアリーによる8作目のスタジオ・アルバム。2009年6月30日にキャンドルライト・レコードを通じてリリースされた。
『ダーケスト・デイ』は、『コーズ・オブ・デス』以降バンドで長年にわたって演奏してきたベーシストであるフランク・ワトキンスと、ギタリストのラルフ・サントーラの両方が参加した最後のアルバム。

## 収録曲
全作詞: ジョン・ターディ、全作曲: トレヴァー・ペレス、ドナルド・ターディ。
1. リスト・オブ・デッド - "List of Dead" - 3:34
2. ブラッド・トゥ・ギブ - "Blood to Give" - 3:35
3. ロスト・インサイド - "Lost Inside" - 3:55
4. アウトサイド・マイ・ヘッド - "Outside My Head" - 3:52
5. ペイバック - "Payback" - 4:29
6. ユア・ダーケスト・デイ - "Your Darkest Day" - 5:07
7. ディス・ライフ - "This Life" - 3:45
8. シー・ミー・ナウ - "See Me Now" - 3:23
9. フィールド・オブ・ペイン - "Fields of Pain" - 3:19
10. バイオレント・ドリームズ - "Violent Dreams" - 1:58
11. トゥルス・ビー・トールド - "Truth Be Told" - 4:49
12. フォシズ・リアライン - "Forces Realign" - 4:39
13. レフト・トゥ・ダイ - "Left to Die" - 6:20

### 日本盤ボーナストラック
1. ドラゴン・キラー - "Dragon Killer" - 4:13

## 参加メンバー
- ジョン・ターディ (John Tardy) – ボーカル
- ラルフ・サントーラ (Ralph Santolla) – リード・ギター
- トレヴァー・ペレス (Trevor Peres) – リズム・ギター
- フランク・ワトキンス (Frank Watkins) – ベース
- ドナルド・ターディ (Donald Tardy) – ドラム